# SK Maria Saal
Der SK Maria Saal ist ein Fußballverein aus der Kärntner Marktgemeinde Maria Saal. Der Verein gehört dem Kärntner Fußballverband (KFV) an und spielt seit der Saison 2023/24 in der Unterliga Ost, der fünfthöchsten Spielklasse.

## Geschichte
Der SK Maria Saal wurde 1962 gegründet und nahm ab der Saison 1963/64 am Spielbetrieb teil. Maria Saal konnte jedoch in den ersten 50 Jahren keinen nennenswerten Erfolge feiern und dümpelte immer in den untersten Ligen (1. Klasse und 2. Klasse) vor sich hin. In der Saison 2007/08 wurde der Verein schließlich erstmals Meister der Gruppe C in der 1. Klasse und stieg somit in die fünftklassige Unterliga auf. In der Debütsaison wurde man prompt hinter dem FC Welzenegg Vizemeister der Gruppe Ost und qualifizierte sich somit für die Relegation um den Aufstieg in die Kärntner Liga. In dieser traf man auf die SG Drautal, gegen die man zuhause Remis spielte und auswärts 1:0 gewann. Somit stieg Maria Saal am Ende der Saison 2008/09 erstmals in die höchste Kärntner Spielklasse auf.
In der Debütsaison 2009/10 wurde Maria Saal Elfter in der Landesliga. In der Saison 2010/11 gelang dem Verein als Siebter erstmals eine Platzierung in den Top 10. 2011/12 wurde man Zwölfter. In der Saison 2012/13 verbesserte Maria Saal das bis dato beste Saisonergebnis und wurde Sechster. Auch in den folgenden beiden Spielzeiten war man mit Platz neun und acht unter den besten zehn Vereinen. In der Saison 2015/16 entging der Verein allerdings nur knapp dem Abstieg, man belegte mit Rang 13 den letzten Nichtabstiegsplatz und hatte nur drei Punkte Vorsprung auf den besten Absteiger SK Kühnsdorf. Dafür lief es in der Saison 2016/17 wieder deutlich besser, mit Platz fünf verbesserte man das beste Saisonergebnis aus der Saison 2012/13 noch einmal. In der darauffolgenden Spielzeit erreichte man schließlich mit Rang vier das bis heute beste Ergebnis in der Vereinsgeschichte.
Zudem belohnte man sich dadurch mit einem Ticket für den ÖFB-Cup in der Saison 2018/19. In der ersten Runde traf Maria Saal auf den Bundesligisten SKN St. Pölten, gegen den man jedoch chancenlos war und eine 6:0-Packung bekam. In der Liga wurde der Verein 2018/19 Sechster. Die Saison 2019/20 wurde nach der Winterpause aufgrund der COVID-19-Pandemie abgebrochen, Maria Saal befand sich zu jenem Zeitpunkt auf dem achten Rang. Die Saison 2020/21 wurde ebenfalls abgebrochen. In der Saison 2021/22, die wieder zu Ende gespielt wurde, belegte Maria Saal zu Saisonenden den 13. Platz. In der Saison 2022/23 belegte der Klub Rang 15 und stieg damit nach 14 Jahren wieder in die Unterliga ab.